# Nora, ultrajada
Nora, ultrajada es el tercer capítulo de la tercera temporada de la serie de televisión Argentina Mujeres asesinas. Este episodio se estrenó el día 25 de abril de 2007.
Este episodio fue protagonizado por Romina Gaetani, en el papel de asesina.  Coprotagonizado por Florencia Raggi y las participaciones de Andrea Barbieri, Fernanda Caride y Emilio Bardi.

## Desarrollo

### Trama
La historia narra la relación entre Nora (Romina Gaetani) y Laura (Florencia Raggi), que sufre una verdadera crisis cuando Nora es violada por un hombre desconocido. La vida de Nora cambia radicalmente: se vuelve más introvertida y renuente a salir de su casa y hasta rehúsa cualquier contacto con Laura. Su justificado malestar no lo es tanto para Laura, quien comienza a sospechar que bajo el velo de una supuesta violación, Nora esconde una relación clandestina. Los celos y la obsesión son los protagonistas y un lamentable desenlace pondrá fin a la constante tirantez entre las mujeres. Laura amenaza con matar a Nora con unas tijeras, al intentar enterrarlas Nora las desvía, apuñalando varias veces a Laura en el estómago asesinándola.

### Condena
Nora P. fue condenada a 10 años de prisión por homicidio simple. Su abogada apeló, alegando defensa propia. Antes de que terminara el trámite, Nora murió por un cáncer de páncreas. Había pasado dos años en la cárcel, dedicada a coser vestidos para las hijas de las presas.

## Elenco
- Romina Gaetani
- Florencia Raggi
- Andrea Barbieri
- Fernanda Caride
- Emilio Bardi

## Adaptaciones
- Mujeres asesinas (México): Ana y Paula, ultrajadas - Karyme Lozano y Elsa Pataky[2]